# Presidente pro tempore del Senado de los Estados Unidos
El presidente pro tempore del Senado de los Estados Unidos (en inglés: president pro tempore of the United States Senate, abreviado president pro tem) es el segundo cargo más importante del Senado y el cargo más alto como senador. Viene establecido por el Artículo I de la Constitución de los Estados Unidos. El vicepresidente de los Estados Unidos es el presidente ex officio del Senado, siendo este el cargo más alto de un miembro de ese órgano; durante su ausencia, el presidente pro tempore preside el Senado.
Es elegido por el Senado mediante resolución aprobada por consentimiento unánime sin debate; por costumbre es, típicamente, el senador sénior del partido mayoritario. Normalmente, ni el vicepresidente ni el presidente pro tempore presiden; en su lugar, este cargo queda generalmente delegado a otro senador del partido mayoritario del Senado. El presidente pro tempore es la tercera persona en la línea de sucesión presidencial, después del vicepresidente y del presidente de la Cámara de Representantes.
Desde el 3 de enero de 2025, el presidente pro tempore del Senado es Chuck Grassley (R-IA).
En 2006, el salario fue de $183 500 dólares, igual al del líder de la mayoría y al líder de la minoría, tanto del Senado como de la Cámara de Representantes.

### Presidentepro temporeemérito
El título honorífico de presidente pro tempore emérito se otorga a un senador del partido minoritario que, anteriormente, se haya desempeñado como presidente pro tempore. 

## Presidentespro tempore
| Presidente pro tempore                           | Presidente pro tempore                           | Presidente pro tempore          | Partido (Estado)                           | Período                                        | Mayoría en el Senado (Congreso)                 | Presidencia ex officio                                              | Presidencia ex officio                   |
| ------------------------------------------------ | ------------------------------------------------ | ------------------------------- | ------------------------------------------ | ---------------------------------------------- | ----------------------------------------------- | ------------------------------------------------------------------- | ---------------------------------------- |
|                                                  |                                                  | John Langdon (1741-1818)        | Federalista (Nuevo Hampshire)              | 6-21 de abril de 1789                          | pro-administración (1.eɽ Congreso 1789-1791)    |                                                                     | John Adams (1789-1797)                   |
| 7-9 de agosto de 1789                            |                                                  | John Langdon (1741-1818)        | Federalista (Nuevo Hampshire)              |                                                | pro-administración (1.eɽ Congreso 1789-1791)    |                                                                     | John Adams (1789-1797)                   |
|                                                  |                                                  | Richard Henry Lee (1732-1794)   | Anti-Administración (Virginia)             | 18 de abril - 8 de octubre de 1792             | pro-administración (2.º Congreso 1791-1793)     |                                                                     | John Adams (1789-1797)                   |
|                                                  |                                                  | John Langdon (1741-1818)        | Federalista (Nuevo Hampshire)              | 5 de noviembre - 4 de diciembre de 1792        | pro-administración (2.º Congreso 1791-1793)     |                                                                     | John Adams (1789-1797)                   |
| 1-3 de marzo de 1793                             |                                                  | John Langdon (1741-1818)        | Federalista (Nuevo Hampshire)              |                                                | pro-administración (2.º Congreso 1791-1793)     |                                                                     | John Adams (1789-1797)                   |
| 4 de marzo - 2 de diciembre de 1793              | pro-administración (3.eɽ Congreso 1793-1795)     | John Langdon (1741-1818)        | Federalista (Nuevo Hampshire)              |                                                |                                                 |                                                                     | John Adams (1789-1797)                   |
|                                                  | pro-administración (3.eɽ Congreso 1793-1795)     |                                 | Ralph Izard (1741/42-1804)                 | Federalista (Carolina del Sur)                 | 31 de mayo - 9 de noviembre de 1794             |                                                                     | John Adams (1789-1797)                   |
|                                                  | pro-administración (3.eɽ Congreso 1793-1795)     |                                 | Henry Tazewell (1753-1799)                 | Anti-Administración (Virginia)                 |                                                 |                                                                     | John Adams (1789-1797)                   |
| 20 de febrero - 7 de junio de 1795               | pro-administración (3.eɽ Congreso 1793-1795)     |                                 | Henry Tazewell (1753-1799)                 | Anti-Administración (Virginia)                 |                                                 |                                                                     | John Adams (1789-1797)                   |
| Federalista (4.º Congreso 1795-1797)             |                                                  |                                 | Henry Tazewell (1753-1799)                 | Anti-Administración (Virginia)                 |                                                 |                                                                     | John Adams (1789-1797)                   |
|                                                  | Demócrata-Republicano (Virginia)                 | 7-8 de diciembre de 1795        | Henry Tazewell (1753-1799)                 |                                                |                                                 |                                                                     | John Adams (1789-1797)                   |
|                                                  |                                                  | Samuel Livermore (1732-1803)    | Federalista (Nuevo Hampshire)              | 6 de mayo - 4 de diciembre de 1796             |                                                 |                                                                     | John Adams (1789-1797)                   |
|                                                  |                                                  | William Bingham (1752-1804)     | Federalista (Pensilvania)                  | 16 de febrero - 3 de marzo de 1797             |                                                 |                                                                     | John Adams (1789-1797)                   |
|                                                  |                                                  | William Bradford (1729-1808)    | Federalista (Rhode Island)                 | 6 de julio – octubre de 1797                   | Federalista (5.º Congreso 1797-1799)            |                                                                     | Thomas Jefferson (1797-1801)             |
|                                                  |                                                  | Jacob Read (1752-1816)          | Federalista (Carolina del Sur)             | 22 de noviembre - 12 de diciembre de 1797      | Federalista (5.º Congreso 1797-1799)            |                                                                     | Thomas Jefferson (1797-1801)             |
|                                                  |                                                  | Theodore Sedgwick (1746-1813)   | Federalista (Massachusetts)                | 27 de junio - 5 de diciembre de 1798           | Federalista (5.º Congreso 1797-1799)            |                                                                     | Thomas Jefferson (1797-1801)             |
|                                                  |                                                  | John Laurance (1750-1810)       | Federalista (Nueva York)                   | 6-27 de diciembre de 1798                      | Federalista (5.º Congreso 1797-1799)            |                                                                     | Thomas Jefferson (1797-1801)             |
|                                                  |                                                  | James Ross (1762-1847)          | Federalista (Pensilvania)                  | 1 de marzo - 1 de diciembre de 1799            | Federalista (5.º Congreso 1797-1799)            |                                                                     | Thomas Jefferson (1797-1801)             |
|                                                  |                                                  | Samuel Livermore (1732-1803)    | Federalista (Nuevo Hampshire)              | 2-29 de diciembre de 1799                      | Federalista (6.º Congreso 1799-1801)            |                                                                     | Thomas Jefferson (1797-1801)             |
|                                                  |                                                  | Uriah Tracy (1755-1807)         | Federalista (Connecticut)                  | 14 de mayo - 16 de noviembre de 1800           | Federalista (6.º Congreso 1799-1801)            |                                                                     | Thomas Jefferson (1797-1801)             |
|                                                  |                                                  | John E. Howard (1752-1827)      | Federalista (Maryland)                     | 21-27 de noviembre de 1800                     | Federalista (6.º Congreso 1799-1801)            |                                                                     | Thomas Jefferson (1797-1801)             |
|                                                  |                                                  | James Hillhouse (1754-1832)     | Federalista (Connecticut)                  | 28 de febrero - 3 de marzo de 1801             | Federalista (6.º Congreso 1799-1801)            |                                                                     | Thomas Jefferson (1797-1801)             |
|                                                  |                                                  | Abraham Baldwin (1754-1807)     | Demócrata-Republicano (Georgia)            | 7 de diciembre de 1801 – 14 de enero de 1802   | Demócrata-Republicano (7.º Congreso 1801-1803)  |                                                                     | Aaron Burr (1801-1805)                   |
| 17 de abril - 13 de diciembre de 1802            |                                                  | Abraham Baldwin (1754-1807)     | Demócrata-Republicano (Georgia)            |                                                | Demócrata-Republicano (7.º Congreso 1801-1803)  |                                                                     | Aaron Burr (1801-1805)                   |
|                                                  |                                                  | Stephen R. Bradley (1754-1830)  | Demócrata-Republicano (Vermont)            | 14 de diciembre de 1802 – 18 de enero de 1803  | Demócrata-Republicano (7.º Congreso 1801-1803)  |                                                                     | Aaron Burr (1801-1805)                   |
| 25 de febrero de 1803                            |                                                  | Stephen R. Bradley (1754-1830)  | Demócrata-Republicano (Vermont)            |                                                | Demócrata-Republicano (7.º Congreso 1801-1803)  |                                                                     | Aaron Burr (1801-1805)                   |
| 2 de marzo – 16 de octubre de 1803               |                                                  | Stephen R. Bradley (1754-1830)  | Demócrata-Republicano (Vermont)            |                                                | Demócrata-Republicano (7.º Congreso 1801-1803)  |                                                                     | Aaron Burr (1801-1805)                   |
|                                                  |                                                  | John Brown (1757-1837)          | Demócrata-Republicano (Kentucky)           | 17 de octubre - 6 de diciembre de 1803         | Demócrata-Republicano (8.º Congreso 1803-1805)  |                                                                     | Aaron Burr (1801-1805)                   |
| 23 de enero - 26 de febrero de 1804              |                                                  | John Brown (1757-1837)          | Demócrata-Republicano (Kentucky)           |                                                | Demócrata-Republicano (8.º Congreso 1803-1805)  |                                                                     | Aaron Burr (1801-1805)                   |
|                                                  |                                                  | Jesse Franklin (1760-1823)      | Demócrata-Republicano (Carolina del Norte) | 10 de marzo - 4 de noviembre de 1804           | Demócrata-Republicano (8.º Congreso 1803-1805)  |                                                                     | Aaron Burr (1801-1805)                   |
|                                                  |                                                  | Joseph Anderson (1757-1837)     | Demócrata-Republicano (Tennessee)          | 15 de enero - 3 de febrero de 1805             | Demócrata-Republicano (8.º Congreso 1803-1805)  |                                                                     | Aaron Burr (1801-1805)                   |
| 28 de febrero - 2 de marzo de 1805               |                                                  | Joseph Anderson (1757-1837)     | Demócrata-Republicano (Tennessee)          |                                                | Demócrata-Republicano (8.º Congreso 1803-1805)  |                                                                     | Aaron Burr (1801-1805)                   |
| 2 de marzo – 1 de diciembre de 1805              |                                                  | Joseph Anderson (1757-1837)     | Demócrata-Republicano (Tennessee)          |                                                | Demócrata-Republicano (8.º Congreso 1803-1805)  |                                                                     | Aaron Burr (1801-1805)                   |
|                                                  | George Clinton (1805-1812)                       | Joseph Anderson (1757-1837)     | Demócrata-Republicano (Tennessee)          |                                                | Demócrata-Republicano (8.º Congreso 1803-1805)  |                                                                     |                                          |
|                                                  |                                                  | Samuel Smith (1752-1839)        | Demócrata-Republicano Maryland             | 2-15 de diciembre de 1805                      | Demócrata-Republicano (9.º Congreso 1805-1807)  |                                                                     |                                          |
| 18 de marzo - 30 de noviembre de 1806            |                                                  | Samuel Smith (1752-1839)        | Demócrata-Republicano Maryland             |                                                | Demócrata-Republicano (9.º Congreso 1805-1807)  |                                                                     |                                          |
| 2 de marzo – 25 de octubre de 1807               |                                                  | Samuel Smith (1752-1839)        | Demócrata-Republicano Maryland             |                                                | Demócrata-Republicano (9.º Congreso 1805-1807)  |                                                                     |                                          |
| 16 de abril - 6 de noviembre de 1808             | Demócrata-Republicano (10.º Congreso 1807-1809)  | Samuel Smith (1752-1839)        | Demócrata-Republicano Maryland             |                                                |                                                 |                                                                     |                                          |
|                                                  | Demócrata-Republicano (10.º Congreso 1807-1809)  |                                 | Stephen R. Bradley (1754-1830)             | Demócrata-Republicano (Vermont)                | 28 de diciembre de 1808 – 8 de enero de 1809    |                                                                     |                                          |
|                                                  | Demócrata-Republicano (10.º Congreso 1807-1809)  |                                 | John Milledge (1757-1818)                  | Demócrata-Republicano (Georgia)                | 30 de enero - 3 de marzo de 1809                |                                                                     |                                          |
| 2 de marzo – 21 de mayo de 1809                  | Demócrata-Republicano (11.º Congreso 1809-1811)  |                                 | John Milledge (1757-1818)                  | Demócrata-Republicano (Georgia)                |                                                 |                                                                     |                                          |
|                                                  | Demócrata-Republicano (11.º Congreso 1809-1811)  |                                 | Andrew Gregg (1755-1835)                   | Demócrata-Republicano (Pensilvania)            | 26 de junio - 18 de diciembre de 1809           |                                                                     |                                          |
|                                                  | Demócrata-Republicano (11.º Congreso 1809-1811)  |                                 | John Gaillard (1765-1826)                  | Demócrata-Republicano (Carolina del Sur)       | 28 de febrero - 2 de marzo de 1810              |                                                                     |                                          |
| 17 de abril - 11 de diciembre de 1810            | Demócrata-Republicano (11.º Congreso 1809-1811)  |                                 | John Gaillard (1765-1826)                  | Demócrata-Republicano (Carolina del Sur)       |                                                 |                                                                     |                                          |
|                                                  | Demócrata-Republicano (11.º Congreso 1809-1811)  |                                 | John Pope (1770-1845)                      | Demócrata-Republicano (Kentucky)               | 23 de febrero - 3 de noviembre de 1811          |                                                                     |                                          |
|                                                  |                                                  | William H. Crawford (1772-1834) | Demócrata-Republicano (Georgia)            | 24 de marzo de 1812 – 3 de marzo de 1813       | Demócrata-Republicano (12.º Congreso 1811-1813) |                                                                     |                                          |
|                                                  | Vacante                                          | William H. Crawford (1772-1834) | Demócrata-Republicano (Georgia)            | 24 de marzo de 1812 – 3 de marzo de 1813       | Demócrata-Republicano (12.º Congreso 1811-1813) |                                                                     |                                          |
| 4-23 de marzo de 1813                            | Demócrata-Republicano (13.eɽ Congreso 1813-1815) | William H. Crawford (1772-1834) | Demócrata-Republicano (Georgia)            |                                                | Elbridge Gerry (1813-1814)                      |                                                                     |                                          |
|                                                  | Demócrata-Republicano (13.eɽ Congreso 1813-1815) |                                 | Joseph B. Varnum (1751-1821)               | Demócrata-Republicano (Massachusetts)          | Elbridge Gerry (1813-1814)                      | 6 de diciembre de 1813 – 3 de febrero de 1814                       |                                          |
|                                                  | Demócrata-Republicano (13.eɽ Congreso 1813-1815) |                                 | John Gaillard (1765-1826)                  | Demócrata-Republicano (Carolina del Sur)       | Elbridge Gerry (1813-1814)                      | 18 de abril - 25 de noviembre de 1814                               |                                          |
|                                                  | Demócrata-Republicano (13.eɽ Congreso 1813-1815) | Vacante                         | John Gaillard (1765-1826)                  | Demócrata-Republicano (Carolina del Sur)       |                                                 | 18 de abril - 25 de noviembre de 1814                               |                                          |
| 25 de noviembre de 1814 – 3 de diciembre de 1815 | Demócrata-Republicano (13.eɽ Congreso 1813-1815) |                                 | John Gaillard (1765-1826)                  | Demócrata-Republicano (Carolina del Sur)       |                                                 |                                                                     |                                          |
| 4 de diciembre de 1815 – 3 de marzo de 1817      | Demócrata-Republicano (14.º Congreso 1815-1817)  |                                 | John Gaillard (1765-1826)                  | Demócrata-Republicano (Carolina del Sur)       |                                                 |                                                                     |                                          |
| 4 de marzo de 1817                               | Demócrata-Republicano (15.º Congreso 1817-1819)  |                                 | John Gaillard (1765-1826)                  | Demócrata-Republicano (Carolina del Sur)       | Daniel D. Tompkins (1817-1825)                  |                                                                     |                                          |
| 6 de marzo de 1817 – 18 de febrero de 1818       | Demócrata-Republicano (15.º Congreso 1817-1819)  |                                 | John Gaillard (1765-1826)                  | Demócrata-Republicano (Carolina del Sur)       | Daniel D. Tompkins (1817-1825)                  |                                                                     |                                          |
| 31 de marzo de 1818 – 5 de enero de 1819         | Demócrata-Republicano (15.º Congreso 1817-1819)  |                                 | John Gaillard (1765-1826)                  | Demócrata-Republicano (Carolina del Sur)       | Daniel D. Tompkins (1817-1825)                  |                                                                     |                                          |
|                                                  | Demócrata-Republicano (15.º Congreso 1817-1819)  |                                 | James Barbour (1775-1842)                  | Demócrata-Republicano (Virginia)               | Daniel D. Tompkins (1817-1825)                  | 15 de febrero - 5 de diciembre de 1819                              |                                          |
| 6-26 de diciembre de 1819                        | Demócrata-Republicano (16.º Congreso 1819-1821)  |                                 | James Barbour (1775-1842)                  | Demócrata-Republicano (Virginia)               | Daniel D. Tompkins (1817-1825)                  |                                                                     |                                          |
|                                                  | Demócrata-Republicano (16.º Congreso 1819-1821)  |                                 | John Gaillard (1765-1826)                  | Demócrata-Republicano (Carolina del Sur)       | Daniel D. Tompkins (1817-1825)                  | 25 de enero de 1820 – 2 de diciembre de 1821                        |                                          |
| 3-27 de diciembre de 1821                        | Demócrata-Republicano (17.º Congreso 1819-1821)  |                                 | John Gaillard (1765-1826)                  | Demócrata-Republicano (Carolina del Sur)       | Daniel D. Tompkins (1817-1825)                  |                                                                     |                                          |
| 1 de febrero - 2 de diciembre de 1822            | Demócrata-Republicano (17.º Congreso 1819-1821)  |                                 | John Gaillard (1765-1826)                  | Demócrata-Republicano (Carolina del Sur)       | Daniel D. Tompkins (1817-1825)                  |                                                                     |                                          |
| 19 de febrero - 30 de noviembre de 1823          | Demócrata-Republicano (17.º Congreso 1819-1821)  |                                 | John Gaillard (1765-1826)                  | Demócrata-Republicano (Carolina del Sur)       | Daniel D. Tompkins (1817-1825)                  |                                                                     |                                          |
| 1 de diciembre de 1823 – 20 de enero de 1824     | Demócrata-Republicano (18.º Congreso 1821-1823)  |                                 | John Gaillard (1765-1826)                  | Demócrata-Republicano (Carolina del Sur)       | Daniel D. Tompkins (1817-1825)                  |                                                                     |                                          |
| 21 de mayo de 1824 – 3 de marzo de 1825          | Demócrata-Republicano (18.º Congreso 1821-1823)  |                                 | John Gaillard (1765-1826)                  | Demócrata-Republicano (Carolina del Sur)       | Daniel D. Tompkins (1817-1825)                  |                                                                     |                                          |
| 9 de marzo - 4 de diciembre de 1825              | Demócrata-Republicano (19.º Congreso 1823-1825)  |                                 | John Gaillard (1765-1826)                  | Demócrata-Republicano (Carolina del Sur)       | John C. Calhoun (1825-1832)                     |                                                                     |                                          |
|                                                  | Demócrata-Republicano (19.º Congreso 1823-1825)  |                                 | Nathaniel Macon (1757-1837)                | Demócrata-Republicano (Carolina del Norte)     | John C. Calhoun (1825-1832)                     | 20 de mayo - 3 de diciembre de 1826                                 |                                          |
| 2 de enero - 13 de febrero de 1827               | Demócrata-Republicano (19.º Congreso 1823-1825)  |                                 | Nathaniel Macon (1757-1837)                | Demócrata-Republicano (Carolina del Norte)     | John C. Calhoun (1825-1832)                     |                                                                     |                                          |
| 2 de marzo - 2 de diciembre de 1827              | Demócrata-Republicano (19.º Congreso 1823-1825)  |                                 | Nathaniel Macon (1757-1837)                | Demócrata-Republicano (Carolina del Norte)     | John C. Calhoun (1825-1832)                     |                                                                     |                                          |
|                                                  |                                                  | Samuel Smith (1752-1839)        | Demócrata (Maryland)                       | 15 de mayo - 18 de diciembre de 1828           | John C. Calhoun (1825-1832)                     | Demócrata (20.º Congreso 1827-1829)                                 |                                          |
| 13 de marzo - 10 de diciembre de 1829            | Demócrata (21.eɽ Congreso 1829-1831)             | Samuel Smith (1752-1839)        | Demócrata (Maryland)                       |                                                | John C. Calhoun (1825-1832)                     |                                                                     |                                          |
| 20 de mayo - 31 de diciembre de 1830             | Demócrata (21.eɽ Congreso 1829-1831)             | Samuel Smith (1752-1839)        | Demócrata (Maryland)                       |                                                | John C. Calhoun (1825-1832)                     |                                                                     |                                          |
| 1 de marzo - 4 de diciembre de 1831              | Demócrata (21.eɽ Congreso 1829-1831)             | Samuel Smith (1752-1839)        | Demócrata (Maryland)                       |                                                | John C. Calhoun (1825-1832)                     |                                                                     |                                          |
| 5-11 de diciembre de 1831                        | Demócrata (22.º Congreso 1831-1833)              | Samuel Smith (1752-1839)        | Demócrata (Maryland)                       |                                                | John C. Calhoun (1825-1832)                     |                                                                     |                                          |
|                                                  | Demócrata (22.º Congreso 1831-1833)              |                                 | Littleton Tazewell (1774-1860)             | Demócrata (Virginia)                           | John C. Calhoun (1825-1832)                     | 9-16 de julio de 1832                                               |                                          |
|                                                  | Demócrata (22.º Congreso 1831-1833)              |                                 | Hugh Lawson White (1773-1840)              | Demócrata (Tennessee)                          | John C. Calhoun (1825-1832)                     | 3 de diciembre de 1832 – 1 de diciembre de 1833                     |                                          |
|                                                  | Demócrata (22.º Congreso 1831-1833)              | Vacante                         | Hugh Lawson White (1773-1840)              | Demócrata (Tennessee)                          |                                                 | 3 de diciembre de 1832 – 1 de diciembre de 1833                     |                                          |
|                                                  | Demócrata (22.º Congreso 1831-1833)              | Martin van Buren (1833-1837)    | Hugh Lawson White (1773-1840)              | Demócrata (Tennessee)                          |                                                 | 3 de diciembre de 1832 – 1 de diciembre de 1833                     |                                          |
| 2-15 de diciembre de 1833                        | Nacional-Republicano (23.eɽ Congreso 1833-1835)  |                                 | Hugh Lawson White (1773-1840)              | Demócrata (Tennessee)                          |                                                 |                                                                     |                                          |
|                                                  | Nacional-Republicano (23.eɽ Congreso 1833-1835)  |                                 | George Poindexter (1779-1853)              | Nacional-Republicano (Misisipi)                | 28 de junio - 30 de noviembre de 1834           |                                                                     |                                          |
|                                                  |                                                  | John Tyler (1790-1862)          | Nacional-Republicano (Virginia)            | 3 de marzo - 6 de diciembre de 1835            | Demócrata (24.º Congreso 1835-1837)             |                                                                     |                                          |
|                                                  |                                                  | William R. King (1786-1853)     | Demócrata (Alabama)                        | 1 de julio - 4 de diciembre de 1836            | Demócrata (24.º Congreso 1835-1837)             |                                                                     |                                          |
| 28 de enero - 3 de marzo de 1837                 |                                                  | William R. King (1786-1853)     | Demócrata (Alabama)                        |                                                | Demócrata (24.º Congreso 1835-1837)             |                                                                     |                                          |
| 7 de marzo - 3 de septiembre de 1837             | Demócrata (25.º Congreso 1837-1839)              | William R. King (1786-1853)     | Demócrata (Alabama)                        |                                                | Richard Mentor Johnson (1837-1841)              |                                                                     |                                          |
| 13 de octubre – 3 de diciembre de 1837           | Demócrata (25.º Congreso 1837-1839)              | William R. King (1786-1853)     | Demócrata (Alabama)                        |                                                | Richard Mentor Johnson (1837-1841)              |                                                                     |                                          |
| 2 de julio – 18 de diciembre de 1838             | Demócrata (25.º Congreso 1837-1839)              | William R. King (1786-1853)     | Demócrata (Alabama)                        |                                                | Richard Mentor Johnson (1837-1841)              |                                                                     |                                          |
| 25 de febrero - 1 de diciembre de 1839           | Demócrata (25.º Congreso 1837-1839)              | William R. King (1786-1853)     | Demócrata (Alabama)                        |                                                | Richard Mentor Johnson (1837-1841)              |                                                                     |                                          |
| 2-26 de diciembre de 1839                        | Demócrata (26.º Congreso 1839-1841)              | William R. King (1786-1853)     | Demócrata (Alabama)                        |                                                | Richard Mentor Johnson (1837-1841)              |                                                                     |                                          |
| julio – 15 de diciembre de 1840                  | Demócrata (26.º Congreso 1839-1841)              | William R. King (1786-1853)     | Demócrata (Alabama)                        |                                                | Richard Mentor Johnson (1837-1841)              |                                                                     |                                          |
| 3 de marzo de 1841                               | Demócrata (26.º Congreso 1839-1841)              | William R. King (1786-1853)     | Demócrata (Alabama)                        |                                                | Richard Mentor Johnson (1837-1841)              |                                                                     |                                          |
| 4 de marzo de 1841                               | Whig (27.º Congreso 1841-1843)                   | William R. King (1786-1853)     | Demócrata (Alabama)                        |                                                | Richard Mentor Johnson (1837-1841)              |                                                                     |                                          |
| 4 de marzo de 1841                               | Whig (27.º Congreso 1841-1843)                   | William R. King (1786-1853)     | Demócrata (Alabama)                        | John Tyler (1841)                              |                                                 |                                                                     |                                          |
|                                                  | Whig (27.º Congreso 1841-1843)                   |                                 | Samuel Southard (1787-1842)                | Whig (Nueva Jersey)                            | 11 de marzo de 1841 – 31 de mayo de 1842        |                                                                     |                                          |
|                                                  | Whig (27.º Congreso 1841-1843)                   | Vacante                         | Samuel Southard (1787-1842)                | Whig (Nueva Jersey)                            | 11 de marzo de 1841 – 31 de mayo de 1842        |                                                                     |                                          |
|                                                  | Whig (27.º Congreso 1841-1843)                   |                                 | Willie P. Mangum (1792-1861)               | Whig (Carolina del Norte)                      | 31 de mayo de 1842 – 3 de diciembre de 1843     |                                                                     |                                          |
| 4 de diciembre de 1843 – 3 de marzo de 1845      | Whig (28.º Congreso 1843-1845)                   |                                 | Willie P. Mangum (1792-1861)               | Whig (Carolina del Norte)                      |                                                 |                                                                     |                                          |
| 4 de marzo de 1845                               | Demócrata (29.º Congreso 1845-1847)              |                                 | Willie P. Mangum (1792-1861)               | Whig (Carolina del Norte)                      | George Mifflin Dallas (1845-1849)               |                                                                     |                                          |
|                                                  | Demócrata (29.º Congreso 1845-1847)              |                                 | Ambrose H. Sevier (1801-1848)              | Demócrata (Arkansas)                           | George Mifflin Dallas (1845-1849)               | 27 de diciembre de 1845                                             |                                          |
|                                                  | Demócrata (29.º Congreso 1845-1847)              |                                 | David R. Atchison (1807-1886)              | Demócrata (Misuri)                             | George Mifflin Dallas (1845-1849)               | 8 de agosto - 6 de diciembre de 1846                                |                                          |
| 11-13 de enero de 1847                           | Demócrata (29.º Congreso 1845-1847)              |                                 | David R. Atchison (1807-1886)              | Demócrata (Misuri)                             | George Mifflin Dallas (1845-1849)               |                                                                     |                                          |
| 3 de marzo - 5 de diciembre de 1847              | Demócrata (29.º Congreso 1845-1847)              |                                 | David R. Atchison (1807-1886)              | Demócrata (Misuri)                             | George Mifflin Dallas (1845-1849)               |                                                                     |                                          |
| 2-8 de febrero de 1848                           | Demócrata (30.º Congreso 1847-1849)              |                                 | David R. Atchison (1807-1886)              | Demócrata (Misuri)                             | George Mifflin Dallas (1845-1849)               |                                                                     |                                          |
| 1-14 de junio de 1848                            | Demócrata (30.º Congreso 1847-1849)              |                                 | David R. Atchison (1807-1886)              | Demócrata (Misuri)                             | George Mifflin Dallas (1845-1849)               |                                                                     |                                          |
| 26-29 de junio de 1848                           | Demócrata (30.º Congreso 1847-1849)              |                                 | David R. Atchison (1807-1886)              | Demócrata (Misuri)                             | George Mifflin Dallas (1845-1849)               |                                                                     |                                          |
| 29 de julio - 4 de diciembre de 1848             | Demócrata (30.º Congreso 1847-1849)              |                                 | David R. Atchison (1807-1886)              | Demócrata (Misuri)                             | George Mifflin Dallas (1845-1849)               |                                                                     |                                          |
| 26 de diciembre de 1848 – 1 de enero de 1849     | Demócrata (30.º Congreso 1847-1849)              |                                 | David R. Atchison (1807-1886)              | Demócrata (Misuri)                             | George Mifflin Dallas (1845-1849)               |                                                                     |                                          |
| 2-4 de marzo de 1849                             | Demócrata (30.º Congreso 1847-1849)              |                                 | David R. Atchison (1807-1886)              | Demócrata (Misuri)                             | George Mifflin Dallas (1845-1849)               |                                                                     |                                          |
| 5 de marzo de 1849                               | Demócrata (31.eɽ Congreso 1849-1851)             |                                 | David R. Atchison (1807-1886)              | Demócrata (Misuri)                             | Millard Fillmore (1849-1850)                    |                                                                     |                                          |
| 16 de marzo - 2 de diciembre de 1849             | Demócrata (31.eɽ Congreso 1849-1851)             |                                 | David R. Atchison (1807-1886)              | Demócrata (Misuri)                             | Millard Fillmore (1849-1850)                    |                                                                     |                                          |
|                                                  | Demócrata (31.eɽ Congreso 1849-1851)             |                                 | William R. King (1786-1853)                | Demócrata (Alabama)                            | Millard Fillmore (1849-1850)                    | 6-19 de mayo de 1850                                                |                                          |
| 11 de julio de 1850 – 3 de marzo de 1851         | Demócrata (31.eɽ Congreso 1849-1851)             |                                 | William R. King (1786-1853)                | Demócrata (Alabama)                            | Vacante                                         |                                                                     |                                          |
| 4 de marzo de 1851 – 20 de diciembre de 1852     | Demócrata (32.º Congreso 1851-1853)              |                                 | William R. King (1786-1853)                | Demócrata (Alabama)                            | Vacante                                         |                                                                     |                                          |
|                                                  | Demócrata (32.º Congreso 1851-1853)              |                                 | David R. Atchison (1807-1886)              | Demócrata (Misuri)                             | Vacante                                         | 20 de diciembre de 1852 – 3 de marzo de 1853                        |                                          |
| 4 de marzo de 1853 - 4 de diciembre de 1854      | Demócrata (33.eɽ Congreso 1853-1855)             |                                 | David R. Atchison (1807-1886)              | Demócrata (Misuri)                             | William R. King (1853)                          |                                                                     |                                          |
| 4 de marzo de 1853 - 4 de diciembre de 1854      | Demócrata (33.eɽ Congreso 1853-1855)             | Vacante                         | David R. Atchison (1807-1886)              | Demócrata (Misuri)                             |                                                 |                                                                     |                                          |
|                                                  | Demócrata (33.eɽ Congreso 1853-1855)             |                                 | Lewis Cass (1782-1866)                     | Demócrata (Míchigan)                           | 4 de diciembre de 1854                          |                                                                     |                                          |
|                                                  | Demócrata (33.eɽ Congreso 1853-1855)             |                                 | Jesse D. Bright (1812-1875)                | Demócrata (Indiana)                            | 5 de diciembre de 1854 – 2 de diciembre de 1855 |                                                                     |                                          |
| 5 de diciembre de 1855 – 9 de junio de 1856      | Demócrata (34.º Congreso 1855-1857)              |                                 | Jesse D. Bright (1812-1875)                | Demócrata (Indiana)                            |                                                 |                                                                     |                                          |
|                                                  | Demócrata (34.º Congreso 1855-1857)              |                                 | Charles E. Stuart (1810-1887)              | Demócrata (Míchigan)                           | 9-10 de junio de 1856                           |                                                                     |                                          |
|                                                  | Demócrata (34.º Congreso 1855-1857)              |                                 | Jesse D. Bright (1812-1875)                | Demócrata (Indiana)                            | 11 de junio de 1856 – 6 de enero de 1857        |                                                                     |                                          |
|                                                  | Demócrata (34.º Congreso 1855-1857)              |                                 | James M. Mason (1798-1871)                 | Demócrata (Virginia)                           | 6 de enero - 3 de marzo de 1857                 |                                                                     |                                          |
| 4 de marzo de 1857                               | Demócrata (36.º Congreso 1859-1861)              |                                 | James M. Mason (1798-1871)                 | Demócrata (Virginia)                           | John C. Breckinridge (1857-1861)                |                                                                     |                                          |
|                                                  | Demócrata (36.º Congreso 1859-1861)              |                                 | Thomas J. Rusk (1803-1857)                 | Demócrata (Texas)                              | John C. Breckinridge (1857-1861)                | 14 de marzo - 29 de julio de 1857                                   |                                          |
|                                                  | Demócrata (36.º Congreso 1859-1861)              |                                 | Benjamin Fitzpatrick (1802-1869)           | Demócrata (Alabama)                            | John C. Breckinridge (1857-1861)                | 7-20 de diciembre de 1857                                           |                                          |
| 29 de marzo - 2 de mayo de 1858                  | Demócrata (36.º Congreso 1859-1861)              |                                 | Benjamin Fitzpatrick (1802-1869)           | Demócrata (Alabama)                            | John C. Breckinridge (1857-1861)                |                                                                     |                                          |
| 14 de junio - 5 de diciembre de 1858             | Demócrata (36.º Congreso 1859-1861)              |                                 | Benjamin Fitzpatrick (1802-1869)           | Demócrata (Alabama)                            | John C. Breckinridge (1857-1861)                |                                                                     |                                          |
| 19 de enero de 1859                              | Demócrata (36.º Congreso 1859-1861)              |                                 | Benjamin Fitzpatrick (1802-1869)           | Demócrata (Alabama)                            | John C. Breckinridge (1857-1861)                |                                                                     |                                          |
| 25 de enero - 9 de febrero de 1859               | Demócrata (36.º Congreso 1859-1861)              |                                 | Benjamin Fitzpatrick (1802-1869)           | Demócrata (Alabama)                            | John C. Breckinridge (1857-1861)                |                                                                     |                                          |
| 9 de marzo - 4 de diciembre de 1859              | Demócrata (36.º Congreso 1859-1861)              |                                 | Benjamin Fitzpatrick (1802-1869)           | Demócrata (Alabama)                            | John C. Breckinridge (1857-1861)                |                                                                     |                                          |
| 19 de diciembre de 1859 – 15 de enero de 1860    | Demócrata (36.º Congreso 1859-1861)              |                                 | Benjamin Fitzpatrick (1802-1869)           | Demócrata (Alabama)                            | John C. Breckinridge (1857-1861)                |                                                                     |                                          |
| 20-26 de febrero de 1860                         | Demócrata (36.º Congreso 1859-1861)              |                                 | Benjamin Fitzpatrick (1802-1869)           | Demócrata (Alabama)                            | John C. Breckinridge (1857-1861)                |                                                                     |                                          |
|                                                  | Demócrata (36.º Congreso 1859-1861)              |                                 | Jesse D. Bright                            | Demócrata (Indiana)                            | John C. Breckinridge (1857-1861)                | 12-13 de junio de 1860                                              |                                          |
|                                                  | Demócrata (36.º Congreso 1859-1861)              |                                 | Benjamin Fitzpatrick                       | Demócrata (Alabama)                            | John C. Breckinridge (1857-1861)                | 26 de junio - 2 de diciembre de 1860                                |                                          |
|                                                  |                                                  | Solomon Foot                    | Republicano (Vermont)                      | 16-17 de febrero de 1861                       | John C. Breckinridge (1857-1861)                | Republicano (36.º Congreso 1859-1861)                               |                                          |
| 23 de marzo – 3 de julio de 1861                 | Republicano (37.º Congreso 1863-1865)            | Solomon Foot                    | Republicano (Vermont)                      |                                                | Hannibal Hamlin (1861-1865)                     |                                                                     |                                          |
| 18 de julio – 1 de diciembre de 1861             | Republicano (37.º Congreso 1863-1865)            | Solomon Foot                    | Republicano (Vermont)                      |                                                | Hannibal Hamlin (1861-1865)                     |                                                                     |                                          |
| 15 de enero de 1862                              | Republicano (37.º Congreso 1863-1865)            | Solomon Foot                    | Republicano (Vermont)                      |                                                | Hannibal Hamlin (1861-1865)                     |                                                                     |                                          |
| 31 de marzo - 21 de mayo de 1862                 | Republicano (37.º Congreso 1863-1865)            | Solomon Foot                    | Republicano (Vermont)                      |                                                | Hannibal Hamlin (1861-1865)                     |                                                                     |                                          |
| 19 de junio - 12 de diciembre de 1862            | Republicano (37.º Congreso 1863-1865)            | Solomon Foot                    | Republicano (Vermont)                      |                                                | Hannibal Hamlin (1861-1865)                     |                                                                     |                                          |
| 18 de febrero - 3 de marzo de 1863               | Republicano (37.º Congreso 1863-1865)            | Solomon Foot                    | Republicano (Vermont)                      |                                                | Hannibal Hamlin (1861-1865)                     |                                                                     |                                          |
| 4 de marzo - 6 de diciembre de 1863              | Republicano (38.º Congreso 1863-1865)            | Solomon Foot                    | Republicano (Vermont)                      |                                                | Hannibal Hamlin (1861-1865)                     |                                                                     |                                          |
| 18-20 de diciembre de 1863                       | Republicano (38.º Congreso 1863-1865)            | Solomon Foot                    | Republicano (Vermont)                      |                                                | Hannibal Hamlin (1861-1865)                     |                                                                     |                                          |
| 23 de febrero de 1864                            | Republicano (38.º Congreso 1863-1865)            | Solomon Foot                    | Republicano (Vermont)                      |                                                | Hannibal Hamlin (1861-1865)                     |                                                                     |                                          |
| 11-13 de marzo de 1864                           | Republicano (38.º Congreso 1863-1865)            | Solomon Foot                    | Republicano (Vermont)                      |                                                | Hannibal Hamlin (1861-1865)                     |                                                                     |                                          |
| 11-13 de abril de 1864                           | Republicano (38.º Congreso 1863-1865)            | Solomon Foot                    | Republicano (Vermont)                      |                                                | Hannibal Hamlin (1861-1865)                     |                                                                     |                                          |
|                                                  | Republicano (38.º Congreso 1863-1865)            |                                 | Daniel Clark                               | Republicano (Nuevo Hampshire)                  | Hannibal Hamlin (1861-1865)                     | 26 de abril de 1864 – 4 de enero de 1865                            |                                          |
| 9-19 de febrero de 1865                          | Republicano (38.º Congreso 1863-1865)            |                                 | Daniel Clark                               | Republicano (Nuevo Hampshire)                  | Hannibal Hamlin (1861-1865)                     |                                                                     |                                          |
|                                                  |                                                  | Lafayette S. Foster             | Republicano (Connecticut)                  | de marzo de 1865 – 2 de marzo de 1867          | Republicano (39.º Congreso 1865-1867)           |                                                                     | Andrew Johnson (1865)                    |
|                                                  | Vacante                                          | Lafayette S. Foster             | Republicano (Connecticut)                  | de marzo de 1865 – 2 de marzo de 1867          | Republicano (39.º Congreso 1865-1867)           |                                                                     |                                          |
|                                                  |                                                  | Benjamin F. Wade                | Republicano (Ohio)                         | 2-3 de marzo de 1867                           | Republicano (39.º Congreso 1865-1867)           |                                                                     |                                          |
| 4 de marzo de 1867 – 3 de marzo de 1869          | Republicano (40.º Congreso 1867-1869)            | Benjamin F. Wade                | Republicano (Ohio)                         |                                                |                                                 |                                                                     |                                          |
|                                                  |                                                  | Henry B. Anthony                | Republicano (Rhode Island)                 | 23-28 de marzo de 1869                         | Republicano (41.eɽ Congreso 1869-1871)          |                                                                     | Schuyler Colfax (1869-1873)              |
| 9 de abril - 5 de diciembre de 1869              |                                                  | Henry B. Anthony                | Republicano (Rhode Island)                 |                                                | Republicano (41.eɽ Congreso 1869-1871)          |                                                                     | Schuyler Colfax (1869-1873)              |
| 28 de mayo - 2 de junio de 1870                  |                                                  | Henry B. Anthony                | Republicano (Rhode Island)                 |                                                | Republicano (41.eɽ Congreso 1869-1871)          |                                                                     | Schuyler Colfax (1869-1873)              |
| 1-5 de julio de 1870                             |                                                  | Henry B. Anthony                | Republicano (Rhode Island)                 |                                                | Republicano (41.eɽ Congreso 1869-1871)          |                                                                     | Schuyler Colfax (1869-1873)              |
| 14 de julio - 4 de diciembre de 1870             |                                                  | Henry B. Anthony                | Republicano (Rhode Island)                 |                                                | Republicano (41.eɽ Congreso 1869-1871)          |                                                                     | Schuyler Colfax (1869-1873)              |
| 10-12 de marzo de 1871                           | Republicano (42.º Congreso 1871-1873)            | Henry B. Anthony                | Republicano (Rhode Island)                 |                                                |                                                 |                                                                     | Schuyler Colfax (1869-1873)              |
| 17 de abril - 9 de mayo de 1871                  | Republicano (42.º Congreso 1871-1873)            | Henry B. Anthony                | Republicano (Rhode Island)                 |                                                |                                                 |                                                                     | Schuyler Colfax (1869-1873)              |
| 23 de mayo - 3 de diciembre de 1871              | Republicano (42.º Congreso 1871-1873)            | Henry B. Anthony                | Republicano (Rhode Island)                 |                                                |                                                 |                                                                     | Schuyler Colfax (1869-1873)              |
| 21 de diciembre de 1871 – 7 de enero de 1872     | Republicano (42.º Congreso 1871-1873)            | Henry B. Anthony                | Republicano (Rhode Island)                 |                                                |                                                 |                                                                     | Schuyler Colfax (1869-1873)              |
| 23–25 de febrero de 1872                         | Republicano (42.º Congreso 1871-1873)            | Henry B. Anthony                | Republicano (Rhode Island)                 |                                                |                                                 |                                                                     | Schuyler Colfax (1869-1873)              |
| 8 de junio – 1 de diciembre de 1872              | Republicano (42.º Congreso 1871-1873)            | Henry B. Anthony                | Republicano (Rhode Island)                 |                                                |                                                 |                                                                     | Schuyler Colfax (1869-1873)              |
| 4-8 de diciembre de 1872                         | Republicano (42.º Congreso 1871-1873)            | Henry B. Anthony                | Republicano (Rhode Island)                 |                                                |                                                 |                                                                     | Schuyler Colfax (1869-1873)              |
| 13-15 de diciembre de 1872                       | Republicano (42.º Congreso 1871-1873)            | Henry B. Anthony                | Republicano (Rhode Island)                 |                                                |                                                 |                                                                     | Schuyler Colfax (1869-1873)              |
| 20 de diciembre de 1872 – 5 de enero de 1873     | Republicano (42.º Congreso 1871-1873)            | Henry B. Anthony                | Republicano (Rhode Island)                 |                                                |                                                 |                                                                     | Schuyler Colfax (1869-1873)              |
| 24 de enero de 1873                              | Republicano (42.º Congreso 1871-1873)            | Henry B. Anthony                | Republicano (Rhode Island)                 |                                                |                                                 |                                                                     | Schuyler Colfax (1869-1873)              |
|                                                  |                                                  | Matthew H. Carpenter            | Republicano (Wisconsin)                    | 12-13 de marzo de 1873                         | Republicano (43.eɽ Congreso 1873-1875)          |                                                                     | Henry Wilson (1873-1875)                 |
| 26 de marzo - 30 de noviembre de 1873            |                                                  | Matthew H. Carpenter            | Republicano (Wisconsin)                    |                                                | Republicano (43.eɽ Congreso 1873-1875)          |                                                                     | Henry Wilson (1873-1875)                 |
| 11 de diciembre de 1873 – 6 de diciembre de 1874 |                                                  | Matthew H. Carpenter            | Republicano (Wisconsin)                    |                                                | Republicano (43.eɽ Congreso 1873-1875)          |                                                                     | Henry Wilson (1873-1875)                 |
| 23 de diciembre de 1874 – 4 de enero de 1875     |                                                  | Matthew H. Carpenter            | Republicano (Wisconsin)                    |                                                | Republicano (43.eɽ Congreso 1873-1875)          |                                                                     | Henry Wilson (1873-1875)                 |
|                                                  |                                                  | Henry B. Anthony                | Republicano (Rhode Island)                 | 25-31 de enero de 1875                         | Republicano (43.eɽ Congreso 1873-1875)          |                                                                     | Henry Wilson (1873-1875)                 |
| 15-17 de febrero de 1875                         |                                                  | Henry B. Anthony                | Republicano (Rhode Island)                 |                                                | Republicano (43.eɽ Congreso 1873-1875)          |                                                                     | Henry Wilson (1873-1875)                 |
|                                                  |                                                  | Thomas W. Ferry                 | Republicano (Míchigan)                     | Marzo 9–10, 1875                               | Republicano (44.º Congreso 1875-1877)           |                                                                     | Henry Wilson (1873-1875)                 |
| 19 de marzo - 20 de diciembre de 1875            |                                                  | Thomas W. Ferry                 | Republicano (Míchigan)                     |                                                | Republicano (44.º Congreso 1875-1877)           |                                                                     | Henry Wilson (1873-1875)                 |
|                                                  | Vacante                                          | Thomas W. Ferry                 | Republicano (Míchigan)                     |                                                | Republicano (44.º Congreso 1875-1877)           |                                                                     |                                          |
| 20 de diciembre de 1875 – 4 de marzo de 1877     |                                                  | Thomas W. Ferry                 | Republicano (Míchigan)                     |                                                | Republicano (44.º Congreso 1875-1877)           |                                                                     |                                          |
| 5 de marzo de 1877                               | Republicano (45.º Congreso 1877-1879)            | Thomas W. Ferry                 | Republicano (Míchigan)                     |                                                | William A. Wheeler (1877-1881)                  |                                                                     |                                          |
| 26 de febrero - 3 de marzo de 1878               | Republicano (45.º Congreso 1877-1879)            | Thomas W. Ferry                 | Republicano (Míchigan)                     |                                                | William A. Wheeler (1877-1881)                  |                                                                     |                                          |
| 17 de abril - 1 de diciembre de 1878             | Republicano (45.º Congreso 1877-1879)            | Thomas W. Ferry                 | Republicano (Míchigan)                     |                                                | William A. Wheeler (1877-1881)                  |                                                                     |                                          |
| 3-17 de marzo de 1879                            | Republicano (45.º Congreso 1877-1879)            | Thomas W. Ferry                 | Republicano (Míchigan)                     |                                                | William A. Wheeler (1877-1881)                  |                                                                     |                                          |
|                                                  |                                                  | Allen G. Thurman                | Demócrata (Ohio)                           | 15 de abril - 30 de noviembre de 1879          | William A. Wheeler (1877-1881)                  | Demócrata (46.º Congreso 1879-1881)                                 |                                          |
| 7-14 de abril de 1880                            |                                                  | Allen G. Thurman                | Demócrata (Ohio)                           |                                                | William A. Wheeler (1877-1881)                  | Demócrata (46.º Congreso 1879-1881)                                 |                                          |
| 6 de mayo - 5 de diciembre de 1880               |                                                  | Allen G. Thurman                | Demócrata (Ohio)                           |                                                | William A. Wheeler (1877-1881)                  | Demócrata (46.º Congreso 1879-1881)                                 |                                          |
|                                                  |                                                  | Thomas F. Bayard, Sr.           | Demócrata (Delaware)                       | 10-13 de octubre de 1881                       | Igualado (47.º Congreso 1883-1885)              |                                                                     | Chester A. Arthur (1881)                 |
|                                                  | Vacante                                          | Thomas F. Bayard, Sr.           | Demócrata (Delaware)                       | 10-13 de octubre de 1881                       | Igualado (47.º Congreso 1883-1885)              |                                                                     |                                          |
|                                                  |                                                  | David Davis                     | Independiente (Illinois)                   | 13 de octubre de 1881 – 3 de marzo de 1883     | Igualado (47.º Congreso 1883-1885)              |                                                                     |                                          |
|                                                  |                                                  | George F. Edmunds               | Republicano (Vermont)                      | 3 de marzo – 2 de diciembre de 1883            | Igualado (47.º Congreso 1883-1885)              |                                                                     |                                          |
| 3 de diciembre de 1883 – 14 de enero de 1884     | Republicano (48.º Congreso 1883-1885)            | George F. Edmunds               | Republicano (Vermont)                      |                                                |                                                 |                                                                     |                                          |
| 14 de enero de 1884 – 3 de marzo de 1885         | Republicano (48.º Congreso 1883-1885)            | George F. Edmunds               | Republicano (Vermont)                      |                                                |                                                 |                                                                     |                                          |
|                                                  |                                                  | John Sherman                    | Republicano (Ohio)                         | 7 de diciembre de 1885 – 26 de febrero de 1887 | Republicano (49.º Congreso 1885-1887)           |                                                                     | Thomas A. Hendricks (1885)               |
|                                                  | Vacante                                          | John Sherman                    | Republicano (Ohio)                         | 7 de diciembre de 1885 – 26 de febrero de 1887 | Republicano (49.º Congreso 1885-1887)           |                                                                     |                                          |
|                                                  |                                                  | John James Ingalls              | Republicano (Kansas)                       | 26 de febrero – 4 de diciembre de 1887         | Republicano (49.º Congreso 1885-1887)           |                                                                     |                                          |
| 5 de diciembre de 1887 – 3 de marzo de 1889      | Republicano (50.º Congreso 1887-1889)            | John James Ingalls              | Republicano (Kansas)                       |                                                |                                                 |                                                                     |                                          |
| 7-17 de marzo de 1889                            | Republicano (51.eɽ Congreso 1889-1891)           | John James Ingalls              | Republicano (Kansas)                       |                                                | Levi P. Morton (1889-1893)                      |                                                                     |                                          |
| 2 de abril – 1 de diciembre de 1889              | Republicano (51.eɽ Congreso 1889-1891)           | John James Ingalls              | Republicano (Kansas)                       |                                                | Levi P. Morton (1889-1893)                      |                                                                     |                                          |
| 1-10 de diciembre de 1889                        | Republicano (51.eɽ Congreso 1889-1891)           | John James Ingalls              | Republicano (Kansas)                       |                                                | Levi P. Morton (1889-1893)                      |                                                                     |                                          |
| 28 de febrero - 18 de marzo de 1890              | Republicano (51.eɽ Congreso 1889-1891)           | John James Ingalls              | Republicano (Kansas)                       |                                                | Levi P. Morton (1889-1893)                      |                                                                     |                                          |
| 3 de abril de 1890 – 2 de marzo de 1891          | Republicano (51.eɽ Congreso 1889-1891)           | John James Ingalls              | Republicano (Kansas)                       |                                                | Levi P. Morton (1889-1893)                      |                                                                     |                                          |
|                                                  | Republicano (51.eɽ Congreso 1889-1891)           |                                 | Charles F. Manderson                       | Republicano (Nebraska)                         | Levi P. Morton (1889-1893)                      | 2 de marzo - 6 de diciembre de 1891                                 |                                          |
| 7 de diciembre de 1891 – 3 de marzo de 1893      | Republicano (52.º Congreso 1891-1893)            |                                 | Charles F. Manderson                       | Republicano (Nebraska)                         | Levi P. Morton (1889-1893)                      |                                                                     |                                          |
| 4-22 de marzo de 1893                            | Demócrata (53.er Congreso 1893-1895)             |                                 | Charles F. Manderson                       | Republicano (Nebraska)                         | Adlai E. Stevenson I (1893-1897)                |                                                                     |                                          |
|                                                  | Demócrata (53.er Congreso 1893-1895)             |                                 | Isham G. Harris                            | Demócrata (Tennessee)                          | Adlai E. Stevenson I (1893-1897)                | 22 de marzo de 1893 – 7 de enero de 1895                            |                                          |
|                                                  | Demócrata (53.er Congreso 1893-1895)             |                                 | Matt W. Ransom                             | Demócrata (Carolina del Norte)                 | Adlai E. Stevenson I (1893-1897)                | 7-10 de enero de 1895                                               |                                          |
|                                                  | Demócrata (53.er Congreso 1893-1895)             |                                 | Isham G. Harris                            | Demócrata (Tennessee)                          | Adlai E. Stevenson I (1893-1897)                | 10 de enero - 3 de marzo de 1895                                    |                                          |
|                                                  |                                                  | William P. Frye                 | Republicano (Maine)                        | 7 de febrero de 1896 – 3 de marzo de 1897      | Adlai E. Stevenson I (1893-1897)                | Republicano (54.º Congreso 1896-1897)                               |                                          |
| 4 de marzo de 1897 – 3 de diciembre de 1899      | Republicano (55.º Congreso 1897-1899)            | William P. Frye                 | Republicano (Maine)                        |                                                | Garret Hobart (1897-1899)                       |                                                                     |                                          |
| 4 de marzo de 1897 – 3 de diciembre de 1899      | Republicano (55.º Congreso 1897-1899)            | William P. Frye                 | Republicano (Maine)                        | Vacante                                        |                                                 |                                                                     |                                          |
| 4 de diciembre de 1899 – 3 de marzo de 1901      | Republicano (56.º Congreso 1899-1901)            | William P. Frye                 | Republicano (Maine)                        |                                                |                                                 |                                                                     |                                          |
| 7 de marzo de 1901 – 4 de marzo de 1903          | Republicano (57.º Congreso 1901-1903)            | William P. Frye                 | Republicano (Maine)                        |                                                |                                                 |                                                                     |                                          |
| 7 de marzo de 1901 – 4 de marzo de 1903          | Republicano (57.º Congreso 1901-1903)            | William P. Frye                 | Republicano (Maine)                        | Theodore Roosevelt (1901)                      |                                                 |                                                                     |                                          |
| 7 de marzo de 1901 – 4 de marzo de 1903          | Republicano (57.º Congreso 1901-1903)            | William P. Frye                 | Republicano (Maine)                        | Vacante                                        |                                                 |                                                                     |                                          |
| 5 de marzo de 1903 – 3 de marzo de 1905          | Republicano (58.º Congreso 1903-1905)            | William P. Frye                 | Republicano (Maine)                        |                                                | Vacante                                         |                                                                     |                                          |
| 4 de marzo de 1905 – 3 de marzo de 1907          | Republicano (59.º Congreso 1905-1907)            | William P. Frye                 | Republicano (Maine)                        |                                                | Charles W. Fairbanks (1905-1909)                |                                                                     |                                          |
| 5 de diciembre de 1907 – 3 de marzo de 1909      | Republicano (60.º Congreso 1907-1909)            | William P. Frye                 | Republicano (Maine)                        |                                                | Charles W. Fairbanks (1905-1909)                |                                                                     |                                          |
| 4 de marzo de 1909 – 3 de abril de 1911          | Republicano (61.eɽ Congreso 1909-1911)           | William P. Frye                 | Republicano (Maine)                        |                                                | James S. Sherman (1909-1912)                    |                                                                     |                                          |
| 4-27 de abril de 1911                            | Republicano (62.º Congreso 1911-1913)            | William P. Frye                 | Republicano (Maine)                        |                                                | James S. Sherman (1909-1912)                    |                                                                     |                                          |
|                                                  | Republicano (62.º Congreso 1911-1913)            |                                 | Augustus O. Bacon                          | Demócrata (Georgia)                            | James S. Sherman (1909-1912)                    | 14 de agosto de 1911                                                |                                          |
|                                                  | Republicano (62.º Congreso 1911-1913)            |                                 | Charles Curtis                             | Republicano (Kansas)                           | James S. Sherman (1909-1912)                    | 4-12 de diciembre de 1911                                           |                                          |
|                                                  | Republicano (62.º Congreso 1911-1913)            |                                 | Augustus O. Bacon                          | Demócrata (Georgia)                            | James S. Sherman (1909-1912)                    | 15-17 de enero de 1912                                              |                                          |
|                                                  | Republicano (62.º Congreso 1911-1913)            |                                 | Jacob H. Gallinger                         | Republicano (Nuevo Hampshire)                  | James S. Sherman (1909-1912)                    | 12-14 de febrero de 1912                                            |                                          |
|                                                  | Republicano (62.º Congreso 1911-1913)            |                                 | Augustus O. Bacon                          | Demócrata (Georgia)                            | James S. Sherman (1909-1912)                    | 11-12 de marzo de 1912                                              |                                          |
|                                                  | Republicano (62.º Congreso 1911-1913)            |                                 | Frank B. Brandegee                         | Republicano (Connecticut)                      | James S. Sherman (1909-1912)                    | 25-26 de marzo de 1912                                              |                                          |
|                                                  | Republicano (62.º Congreso 1911-1913)            |                                 | Augustus O. Bacon                          | Demócrata (Georgia)                            | James S. Sherman (1909-1912)                    | 8 de abril de 1912                                                  |                                          |
|                                                  | Republicano (62.º Congreso 1911-1913)            |                                 | Jacob H. Gallinger                         | Republicano (Nuevo Hampshire)                  | James S. Sherman (1909-1912)                    | 26-27 de abril de 1912; 7 de mayo de 1912                           |                                          |
|                                                  | Republicano (62.º Congreso 1911-1913)            |                                 | Augustus O. Bacon                          | Demócrata (Georgia)                            | James S. Sherman (1909-1912)                    | 10 de mayo de 1912                                                  |                                          |
|                                                  | Republicano (62.º Congreso 1911-1913)            |                                 | Henry Cabot Lodge                          | Republicano (Massachusetts)                    | James S. Sherman (1909-1912)                    | 25 de mayo de 1912                                                  |                                          |
|                                                  | Republicano (62.º Congreso 1911-1913)            |                                 | Augustus O. Bacon                          | Demócrata (Georgia)                            | James S. Sherman (1909-1912)                    | 30 de mayo - 3 de junio de 1912 13 de junio 13 – 5 de julio de 1912 |                                          |
|                                                  | Republicano (62.º Congreso 1911-1913)            |                                 | Jacob H. Gallinger                         | Republicano (Nuevo Hampshire)                  | James S. Sherman (1909-1912)                    | 6-31 de julio de 1912                                               |                                          |
|                                                  | Republicano (62.º Congreso 1911-1913)            |                                 | Augustus O. Bacon                          | Demócrata (Georgia)                            | James S. Sherman (1909-1912)                    | 1-10 de agosto de 1912                                              |                                          |
|                                                  | Republicano (62.º Congreso 1911-1913)            |                                 | Jacob H. Gallinger                         | Republicano (Nuevo Hampshire)                  | James S. Sherman (1909-1912)                    | 12-26 de agosto de 1912                                             |                                          |
|                                                  | Republicano (62.º Congreso 1911-1913)            |                                 | Augustus O. Bacon                          | Demócrata (Georgia)                            | James S. Sherman (1909-1912)                    | 27 de agosto - 15 de diciembre de 1912                              |                                          |
|                                                  | Republicano (62.º Congreso 1911-1913)            | Vacante                         | Augustus O. Bacon                          | Demócrata (Georgia)                            |                                                 | 27 de agosto - 15 de diciembre de 1912                              |                                          |
|                                                  | Republicano (62.º Congreso 1911-1913)            |                                 | Jacob H. Gallinger                         | Republicano (Nuevo Hampshire)                  | 16 de diciembre de 1912 - 4 de enero de 1913    |                                                                     |                                          |
|                                                  | Republicano (62.º Congreso 1911-1913)            |                                 | Augustus O. Bacon                          | Demócrata (Georgia)                            | 5-18 de enero de 1913                           |                                                                     |                                          |
|                                                  | Republicano (62.º Congreso 1911-1913)            |                                 | Jacob H. Gallinger                         | Republicano (Nuevo Hampshire)                  | 19 de enero - 1 de febrero de 1913              |                                                                     |                                          |
|                                                  | Republicano (62.º Congreso 1911-1913)            |                                 | Augustus O. Bacon                          | Demócrata (Georgia)                            | 2-15 de febrero de 1913                         |                                                                     |                                          |
|                                                  | Republicano (62.º Congreso 1911-1913)            |                                 | Jacob H. Gallinger                         | Republicano (Nuevo Hampshire)                  | 16 de febrero - 3 de marzo de 1913              |                                                                     |                                          |
|                                                  |                                                  | James Paul Clarke               | Demócrata (Arkansas)                       | 13 de marzo de 1913 – 3 de marzo de 1915       | Demócrata (63.eɽ Congreso 1913-1915)            |                                                                     | Thomas R. Marshall (1913-1921)           |
| 6 de diciembre de 1915 – 1 de octubre de 1916    | Demócrata (64.º Congreso 1915-1917)              | James Paul Clarke               | Demócrata (Arkansas)                       |                                                |                                                 |                                                                     | Thomas R. Marshall (1913-1921)           |
|                                                  | Demócrata (64.º Congreso 1915-1917)              |                                 | Willard Saulsbury, Jr.                     | Demócrata (Delaware)                           | 14 de diciembre de 1916 – 4 de marzo de 1917    |                                                                     | Thomas R. Marshall (1913-1921)           |
| 5 de marzo de 1917 – 3 de marzo de 1919          | Demócrata (65.º Congreso 1917-1919)              |                                 | Willard Saulsbury, Jr.                     | Demócrata (Delaware)                           |                                                 |                                                                     | Thomas R. Marshall (1913-1921)           |
|                                                  |                                                  | Albert B. Cummins               | Republicano (Iowa)                         | 19 de mayo de 1919 – 3 de marzo de 1921        | Republicano (66.º Congreso 1919-1921)           |                                                                     | Thomas R. Marshall (1913-1921)           |
| 7 de marzo de 1921 – 2 de diciembre de 1923      | Republicano (67.º Congreso 1921-1923)            | Albert B. Cummins               | Republicano (Iowa)                         |                                                | Calvin Coolidge (1921-1923)                     |                                                                     |                                          |
| 7 de marzo de 1921 – 2 de diciembre de 1923      | Republicano (67.º Congreso 1921-1923)            | Albert B. Cummins               | Republicano (Iowa)                         | Vacante                                        |                                                 |                                                                     |                                          |
| 3 de diciembre de 1923 – 3 de marzo de 1925      | Republicano (68.º Congreso 1923-1925)            | Albert B. Cummins               | Republicano (Iowa)                         |                                                | Vacante                                         |                                                                     |                                          |
| 4-6 de marzo de 1925                             | Republicano (69.º Congreso 1925-1927)            | Albert B. Cummins               | Republicano (Iowa)                         |                                                | Charles Gates Dawes (1925-1929)                 |                                                                     |                                          |
|                                                  | Republicano (69.º Congreso 1925-1927)            |                                 | George H. Moses                            | Republicano (Nuevo Hampshire)                  | Charles Gates Dawes (1925-1929)                 | 6 de marzo de 1925 – 4 de marzo de 1927                             |                                          |
| 15 de diciembre de 1927 – 3 de marzo de 1929     | Republicano (70.º Congreso 1927-1929)            |                                 | George H. Moses                            | Republicano (Nuevo Hampshire)                  | Charles Gates Dawes (1925-1929)                 |                                                                     |                                          |
| 4 de marzo de 1929 – 6 de diciembre de 1931      | Republicano (71.er Congreso 1929-1931)           |                                 | George H. Moses                            | Republicano (Nuevo Hampshire)                  | Charles Curtis (1929-1933)                      |                                                                     |                                          |
| 7 de diciembre de 1931 – 3 de marzo de 1933      | Republicano (72.º Congreso 1931-1933)            |                                 | George H. Moses                            | Republicano (Nuevo Hampshire)                  | Charles Curtis (1929-1933)                      |                                                                     |                                          |
|                                                  |                                                  | Key Pittman                     | Demócrata (Nevada)                         | 9 de marzo de 1933 – 2 de enero de 1935        | Demócrata (73.º Congreso 1933-1935)             |                                                                     | John N. Garner (1933-1941)               |
| 7 de enero de 1935 – 4 de enero de 1937          | Demócrata (74.º Congreso 1935-1937)              | Key Pittman                     | Demócrata (Nevada)                         |                                                |                                                 |                                                                     | John N. Garner (1933-1941)               |
| 5 de enero de 1937 – 2 de enero de 1939          | Demócrata (75.º Congreso 1937-1939)              | Key Pittman                     | Demócrata (Nevada)                         |                                                |                                                 |                                                                     | John N. Garner (1933-1941)               |
| 3 de enero de 1939 – 10 de noviembre de 1940     | Demócrata (76.º Congreso 1939-1941)              | Key Pittman                     | Demócrata (Nevada)                         |                                                |                                                 |                                                                     | John N. Garner (1933-1941)               |
|                                                  | Demócrata (76.º Congreso 1939-1941)              |                                 | William H. King                            | Demócrata (Utah)                               | 19 de noviembre de 1940 – 3 de enero de 1941    |                                                                     | John N. Garner (1933-1941)               |
|                                                  |                                                  | Pat Harrison                    | Demócrata (Misisipi)                       | 6 de enero - 22 de junio de 1941               | Demócrata (77.º Congreso 1941-1943)             |                                                                     | John N. Garner (1933-1941)               |
|                                                  | Henry A. Wallace (1941-1945)                     | Pat Harrison                    | Demócrata (Misisipi)                       | 6 de enero - 22 de junio de 1941               | Demócrata (77.º Congreso 1941-1943)             |                                                                     |                                          |
|                                                  |                                                  | Carter Glass                    | Demócrata (Virginia)                       | 10 de julio de 1941 – 5 de enero de 1943       | Demócrata (77.º Congreso 1941-1943)             |                                                                     |                                          |
| 14 de enero de 1943 – 2 de enero de 1945         | Demócrata (78.º Congreso 1943-1945)              | Carter Glass                    | Demócrata (Virginia)                       |                                                |                                                 |                                                                     |                                          |
|                                                  |                                                  | Kenneth McKellar                | Demócrata (Tennessee)                      | 6 de enero de 1945 – 2 de enero de 1947        | Demócrata (79.º Congreso 1945-1947)             |                                                                     |                                          |
|                                                  | Harry S. Truman (1945)                           | Kenneth McKellar                | Demócrata (Tennessee)                      | 6 de enero de 1945 – 2 de enero de 1947        | Demócrata (79.º Congreso 1945-1947)             |                                                                     |                                          |
|                                                  | Vacante                                          | Kenneth McKellar                | Demócrata (Tennessee)                      | 6 de enero de 1945 – 2 de enero de 1947        | Demócrata (79.º Congreso 1945-1947)             |                                                                     |                                          |
|                                                  |                                                  | Arthur H. Vandenberg            | Republicano (Míchigan)                     | 4 de enero de 1947 – 2 de enero de 1949        | Republicano (80.º Congreso 1947-1949)           |                                                                     |                                          |
|                                                  |                                                  | Kenneth McKellar                | Demócrata (Tennessee)                      | 3 de enero de 1949 – 2 de enero de 1951        | Demócrata (81.er Congreso 1949-1951)            |                                                                     |                                          |
|                                                  | Alben Barkley (1949-1953)                        | Kenneth McKellar                | Demócrata (Tennessee)                      | 3 de enero de 1949 – 2 de enero de 1951        | Demócrata (81.er Congreso 1949-1951)            |                                                                     |                                          |
| 3 de enero de 1951 – 2 de enero de 1953          | Demócrata (82.º Congreso 1951-1953)              | Kenneth McKellar                | Demócrata (Tennessee)                      |                                                |                                                 |                                                                     |                                          |
|                                                  |                                                  | Styles Bridges                  | Republicano (Nuevo Hampshire)              | 3 de enero de 1953 – 4 de enero de 1955        | Republicano (83.º Congreso 1953-1955)           |                                                                     |                                          |
|                                                  | Richard Nixon (1953-1961)                        | Styles Bridges                  | Republicano (Nuevo Hampshire)              | 3 de enero de 1953 – 4 de enero de 1955        | Republicano (83.º Congreso 1953-1955)           |                                                                     |                                          |
|                                                  |                                                  | Walter F. George                | Demócrata (Georgia)                        | 5 de enero de 1955 – 2 de enero de 1957        | Demócrata (84.º Congreso 1955-1957)             |                                                                     |                                          |
|                                                  |                                                  | Carl Hayden                     | Demócrata (Arizona)                        | 3 de enero de 1957 – 6 de enero de 1959        | Demócrata (85.º Congreso 1957-1959)             |                                                                     |                                          |
| 7 de enero de 1959 – 2 de enero de 1961          | Demócrata (86.º Congreso 1959-1961)              | Carl Hayden                     | Demócrata (Arizona)                        |                                                |                                                 |                                                                     |                                          |
| 3 de enero de 1961 – 8 de enero de 1963          | Demócrata (87.º Congreso 1961-1963)              | Carl Hayden                     | Demócrata (Arizona)                        |                                                |                                                 |                                                                     |                                          |
| 3 de enero de 1961 – 8 de enero de 1963          | Demócrata (87.º Congreso 1961-1963)              | Carl Hayden                     | Demócrata (Arizona)                        | Lyndon B. Johnson (1961-1963)                  |                                                 |                                                                     |                                          |
| 9 de enero de 1963 – 3 de enero de 1965          | Demócrata (88.º Congreso 1963-1965)              | Carl Hayden                     | Demócrata (Arizona)                        |                                                |                                                 |                                                                     |                                          |
| 9 de enero de 1963 – 3 de enero de 1965          | Demócrata (88.º Congreso 1963-1965)              | Carl Hayden                     | Demócrata (Arizona)                        | Vacante                                        |                                                 |                                                                     |                                          |
| 4 de enero de 1965 – 9 de enero de 1967          | Demócrata (89.º Congreso 1965-1967)              | Carl Hayden                     | Demócrata (Arizona)                        |                                                |                                                 |                                                                     |                                          |
| 4 de enero de 1965 – 9 de enero de 1967          | Demócrata (89.º Congreso 1965-1967)              | Carl Hayden                     | Demócrata (Arizona)                        | Hubert Humphrey (1965-1969)                    |                                                 |                                                                     |                                          |
| 10 de enero de 1967 – 2 de enero de 1969         | Demócrata (90.º Congreso 1967-1969)              | Carl Hayden                     | Demócrata (Arizona)                        |                                                |                                                 |                                                                     |                                          |
|                                                  |                                                  | Richard Russell, Jr.            | Demócrata (Georgia)                        | 3 de enero de 1969 – 20 de enero de 1971       | Demócrata (91.eɽ Congreso 1969-1971)            |                                                                     |                                          |
|                                                  | Spiro Agnew (1969-1973)                          | Richard Russell, Jr.            | Demócrata (Georgia)                        | 3 de enero de 1969 – 20 de enero de 1971       | Demócrata (91.eɽ Congreso 1969-1971)            |                                                                     |                                          |
| 21 de enero de 1971                              | Demócrata (92.º Congreso 1971-1973)              | Richard Russell, Jr.            | Demócrata (Georgia)                        |                                                |                                                 |                                                                     |                                          |
|                                                  | Demócrata (92.º Congreso 1971-1973)              |                                 | Allen J. Ellender                          | Demócrata (Luisiana)                           | 22 de enero de 1971 – 27 de julio de 1972       |                                                                     |                                          |
|                                                  | Demócrata (92.º Congreso 1971-1973)              |                                 | James Eastland                             | Demócrata (Misisipi)                           | 28 de julio de 1972 – 2 de enero de 1973        |                                                                     |                                          |
| 3 de enero de 1973 – 13 de enero de 1975         | Demócrata (93.eɽ Congreso 1973-1975)             |                                 | James Eastland                             | Demócrata (Misisipi)                           |                                                 |                                                                     |                                          |
| 3 de enero de 1973 – 13 de enero de 1975         | Demócrata (93.eɽ Congreso 1973-1975)             | Vacante                         | James Eastland                             | Demócrata (Misisipi)                           |                                                 |                                                                     |                                          |
| 3 de enero de 1973 – 13 de enero de 1975         | Demócrata (93.eɽ Congreso 1973-1975)             | Gerald Ford (1973-1974)         | James Eastland                             | Demócrata (Misisipi)                           |                                                 |                                                                     |                                          |
| 3 de enero de 1973 – 13 de enero de 1975         | Demócrata (93.eɽ Congreso 1973-1975)             | Vacante                         | James Eastland                             | Demócrata (Misisipi)                           |                                                 |                                                                     |                                          |
| 3 de enero de 1973 – 13 de enero de 1975         | Demócrata (93.eɽ Congreso 1973-1975)             | Nelson Rockefeller (1974-1977)  | James Eastland                             | Demócrata (Misisipi)                           |                                                 |                                                                     |                                          |
| 14 de enero de 1975 – 3 de enero de 1977         | Demócrata (94.º Congreso 1975-1977)              |                                 | James Eastland                             | Demócrata (Misisipi)                           |                                                 |                                                                     |                                          |
| 4 de enero de 1977 – 27 de diciembre de 1978     | Demócrata (95.º Congreso 1977-1979)              |                                 | James Eastland                             | Demócrata (Misisipi)                           |                                                 |                                                                     |                                          |
| 4 de enero de 1977 – 27 de diciembre de 1978     | Demócrata (95.º Congreso 1977-1979)              | Walter Mondale (1977-1981)      | James Eastland                             | Demócrata (Misisipi)                           |                                                 |                                                                     |                                          |
|                                                  |                                                  | Warren Magnuson                 | Demócrata (Washington)                     | 15 de enero de 1979 – 4 de diciembre de 1980   | Demócrata (96.º Congreso 1979-1981)             |                                                                     |                                          |
|                                                  |                                                  | Milton Young                    | Republicano (Dakota del Norte)             | 5 de diciembre de 1980                         | Demócrata (96.º Congreso 1979-1981)             |                                                                     |                                          |
|                                                  |                                                  | Warren Magnuson                 | Demócrata (Washington)                     | 6 de diciembre de 1980 – 4 de enero de 1981    | Demócrata (96.º Congreso 1979-1981)             |                                                                     |                                          |
|                                                  |                                                  | Strom Thurmond                  | Republicano (Carolina del Sur)             | 5 de enero de 1981 – 2 de enero de 1983        | Republicano (97.º Congreso 1981-1983)           |                                                                     |                                          |
|                                                  | George H. W. Bush (1981-1989)                    | Strom Thurmond                  | Republicano (Carolina del Sur)             | 5 de enero de 1981 – 2 de enero de 1983        | Republicano (97.º Congreso 1981-1983)           |                                                                     |                                          |
| 3 de enero de 1983 – 2 de enero de 1985          | Republicano (98.º Congreso 1983-1985)            | Strom Thurmond                  | Republicano (Carolina del Sur)             |                                                |                                                 |                                                                     |                                          |
| 3 de enero de 1985 – 5 de enero de 1987          | Republicano (99.º Congreso 1985-1987)            | Strom Thurmond                  | Republicano (Carolina del Sur)             |                                                |                                                 |                                                                     |                                          |
|                                                  |                                                  | John C. Stennis                 | Demócrata (Misisipi)                       | 6 de enero de 1987 – 3 de enero de 1989        | Demócrata (100.º Congreso 1987-1989)            |                                                                     |                                          |
|                                                  |                                                  | Robert Byrd                     | Demócrata (Virginia Occidental)            | 3 de enero de 1989 – 2 de enero de 1991        | Demócrata (101.eɽ Congreso 1989-1991)           |                                                                     |                                          |
|                                                  | Dan Quayle (1989-1993)                           | Robert Byrd                     | Demócrata (Virginia Occidental)            | 3 de enero de 1989 – 2 de enero de 1991        | Demócrata (101.eɽ Congreso 1989-1991)           |                                                                     |                                          |
| 3 de enero de 1991 – 4 de enero de 1993          | Demócrata (102.º Congreso 1991-1993)             | Robert Byrd                     | Demócrata (Virginia Occidental)            |                                                |                                                 |                                                                     |                                          |
| 5 de enero de 1993 – 3 de enero de 1995          | Demócrata (103.eɽ Congreso 1993-1995)            | Robert Byrd                     | Demócrata (Virginia Occidental)            |                                                |                                                 |                                                                     |                                          |
| 5 de enero de 1993 – 3 de enero de 1995          | Demócrata (103.eɽ Congreso 1993-1995)            | Robert Byrd                     | Demócrata (Virginia Occidental)            | Al Gore (1993-2001)                            |                                                 |                                                                     |                                          |
|                                                  |                                                  | Strom Thurmond                  | Republicano (Carolina del Sur)             | 4 de enero de 1995 - 3 de enero de 1997        | Republicano (104.º Congreso 1995-1997)          |                                                                     |                                          |
| 7 de enero de 1997 – 6 de enero de 1999          | Republicano (105.º Congreso 1997-1999)           | Strom Thurmond                  | Republicano (Carolina del Sur)             |                                                |                                                 |                                                                     |                                          |
| 7 de enero de 1999 – 3 de enero de 2001          | Republicano (106.º Congreso 1999-2001)           | Strom Thurmond                  | Republicano (Carolina del Sur)             |                                                |                                                 |                                                                     |                                          |
|                                                  |                                                  | Robert Byrd                     | Demócrata (Virginia Occidental)            | 3-20 de enero de 2001                          | Demócrata (107.º Congreso 2001-2003)            |                                                                     |                                          |
|                                                  |                                                  | Strom Thurmond                  | Republicano (Carolina del Sur)             | 20 de enero - 6 de junio de 2001               | Demócrata (107.º Congreso 2001-2003)            |                                                                     | Dick Cheney (2001-2009)                  |
|                                                  |                                                  | Robert Byrd                     | Demócrata (Virginia Occidental)            | 6 de junio de 2001 – 3 de enero de 2003        | Demócrata (107.º Congreso 2001-2003)            |                                                                     | Dick Cheney (2001-2009)                  |
|                                                  |                                                  | Ted Stevens                     | Republicano (Alaska)                       | 3 de enero de 2003 – 3 de enero de 2005        | Republicano (108.º Congreso 2003-2005)          |                                                                     | Dick Cheney (2001-2009)                  |
| 3 de enero de 2005 – 4 de enero de 2007          | Republicano (109.º Congreso 2005-2007)           | Ted Stevens                     | Republicano (Alaska)                       |                                                |                                                 |                                                                     | Dick Cheney (2001-2009)                  |
|                                                  |                                                  | Robert Byrd                     | Demócrata (Virginia Occidental)            | 4 de enero de 2007 – 3 de enero de 2009        | Demócrata (110.º Congreso 2007-2005)            |                                                                     | Dick Cheney (2001-2009)                  |
| 3 de enero de 2009 – 28 de junio de 2010         | Demócrata (111.º Congreso 2009-2011)             | Robert Byrd                     | Demócrata (Virginia Occidental)            |                                                |                                                 |                                                                     | Dick Cheney (2001-2009)                  |
| 3 de enero de 2009 – 28 de junio de 2010         | Demócrata (111.º Congreso 2009-2011)             | Robert Byrd                     | Demócrata (Virginia Occidental)            | Joe Biden (2009-2017)                          |                                                 |                                                                     |                                          |
|                                                  | Demócrata (111.º Congreso 2009-2011)             |                                 | Daniel Inouye                              | Demócrata (Hawái)                              | 28 de junio de 2010 – 5 de enero de 2011        |                                                                     |                                          |
| 5 de enero de 2011 – 17 de diciembre de 2012     | Demócrata (112.º Congreso 2011-2013)             |                                 | Daniel Inouye                              | Demócrata (Hawái)                              |                                                 |                                                                     |                                          |
|                                                  | Demócrata (112.º Congreso 2011-2013)             |                                 | Patrick Leahy                              | Demócrata (Vermont)                            | 17 de diciembre de 2012 – 3 de enero de 2013    |                                                                     |                                          |
| 3 de enero de 2013 – 3 de enero de 2015          | Demócrata (113.eɽ Congreso 2013-2015)            |                                 | Patrick Leahy                              | Demócrata (Vermont)                            |                                                 |                                                                     |                                          |
|                                                  |                                                  | Orrin Hatch                     | Republicano (Utah)                         | 3 de enero de 2015 – 3 de enero de 2017        | Republicano (114.º Congreso 2015-2017)          |                                                                     |                                          |
| 3 de enero de 2017 – 3 de enero de 2019          | Republicano (115.º Congreso 2017-2019)           | Orrin Hatch                     | Republicano (Utah)                         |                                                |                                                 |                                                                     |                                          |
| 3 de enero de 2017 – 3 de enero de 2019          | Republicano (115.º Congreso 2017-2019)           | Orrin Hatch                     | Republicano (Utah)                         | Mike Pence (2017-2021)                         |                                                 |                                                                     |                                          |
|                                                  |                                                  | Chuck Grassley                  | Republicano (Iowa)                         | 3 de enero de 2019 – 20 de enero de 2021       | Republicano (116.º Congreso 2019-2021)          |                                                                     |                                          |
|                                                  |                                                  | Patrick Leahy                   | Demócrata (Vermont)                        | 20 de enero de 2021 – 3 de enero de 2023       | Demócrata (117.º Congreso 2021-act.)            |                                                                     | Kamala Harris (2021-act.)                |
|                                                  |                                                  | Patty Murray                    | Demócrata (Washington)                     | 3 de enero de 2023 – 2025                      | Demócrata (118.º Congreso 2023-2025)            |                                                                     | Kamala Harris (2021-act.)                |
|                                                  |                                                  | Chuck Grassley                  | Republicano (Iowa)                         | 3 de enero de 2025 (En el cargo)               | Republicano (119.º Congreso 2025-2027)          |                                                                     | J. D. Vance Asume el 20 de enero de 2025 |

- Datos: Q1140848
- Multimedia: Presidents pro tempore of the United States Senate / Q1140848